# Aeroportul Bikini Atoll
Aeroportul Bikini Atoll (IATA: BII) este un aeroport din Bikini Atoll⁠(d), Insulele Marshall ce deservește zona Bikini Atoll⁠(d). A fost numit după zona deservită.
Situat la o altitudine de 1 m, aeroportul dispune de o singură pistă.